# 金剛ニュータウン

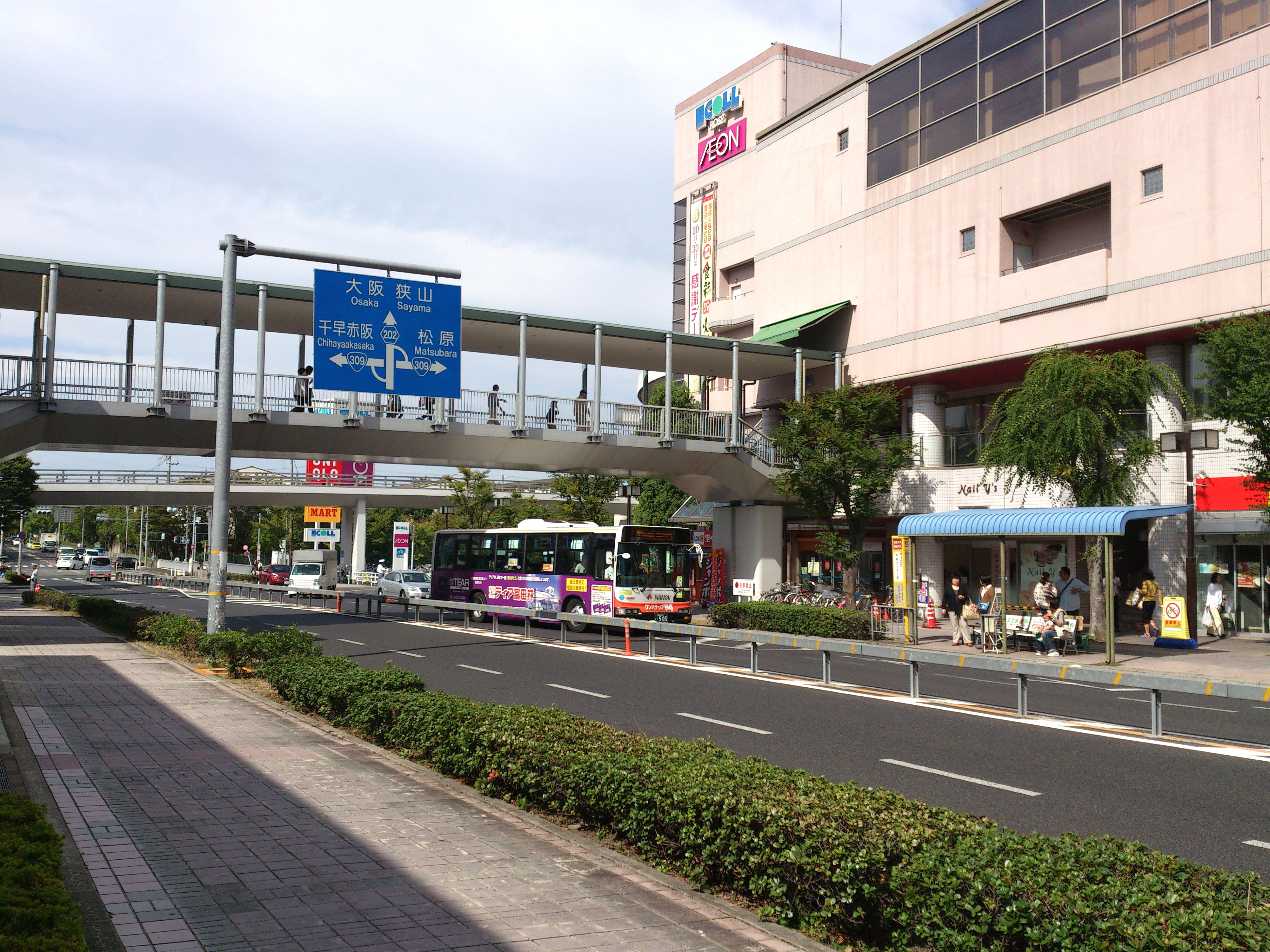
金剛東ニュータウン中心部にある商業施設エコール・ロゼ

金剛ニュータウン（こんごうニュータウン）は、大阪府富田林市、大阪狭山市の金剛地区において日本住宅公団（現・都市再生機構）が中心となって開発した住宅団地である。
本稿では、金剛ニュータウンの東に隣接する金剛東ニュータウン（こんごうひがしニュータウン）についても記述する。
両者とも、金剛団地・金剛東団地と通称される。

## 開発
高度経済成長下で増え続ける大阪市の人口を吸収するために、府下各地では公団や大阪府住宅供給公社などが中心となって住宅開発が行われ、千里ニュータウンと泉北ニュータウンを筆頭に大小様々な住宅地が造成された。当時の富田林市は、石川左岸の近鉄長野線沿線に富田林寺内町を中心とする市街地が形成されている程度で、石川 - 東除川間の羽曳野丘陵の一部となる市西部の丘陵地帯は人家もまばらであった。
1960年代後半に南河内郡狭山町（現・大阪狭山市）との境界付近を走る南海高野線の金剛駅に近い丘陵の西側が開発された。これが金剛ニュータウンで、富田林市の久野喜台・寺池台・高辺台・五軒家・加太・青葉丘・新青葉丘・金剛伏山台・金剛錦織台、大阪狭山市の金剛が当てはまる。

## 発展
南海難波駅から20キロ圏にある金剛駅に近接した金剛ニュータウンが好評を博したことから、第二期として丘陵の東側の開発が始まった。これが金剛東ニュータウンで、藤沢台・向陽台・小金台・津々山台・美山台が該当する。金剛駅からは遠ざかるものの国道309号が縦断しており、1990年代に入ると向陽台に郊外型大型商業施設のエコール・ロゼ（核テナントはイオンスタイル金剛東）がオープンし、住宅地内に商業地区が確立され、近隣の住民も車で買い物に来るようになった。この頃から、戸建住宅のみならず、高層住宅の販売も行われるようになる。

## 成熟
金剛東ニュータウンの開発途上でバブル崩壊が起き、小金台地区は売れ残りの住宅が目立っている。都心回帰の影響もあり空き地が目立ち始め、郊外型新興住宅の販売不振や賃貸物件の需要低下が浮き彫りになっている。金剛ニュータウンはすでに成熟期に入り、寺池台地区では高齢化と人口減少が問題となっている。

## 構成地域
- 金剛ニュータウン（人口：約17,500人）

富田林市久野喜台1 - 2丁目、寺池台1 - 5丁目、高辺台1 - 3丁目
大阪狭山市金剛1 - 2丁目
- 金剛東ニュータウン（人口：約19,200人）

富田林市藤沢台1 - 7丁目、向陽台1 - 5丁目、小金台1 - 4丁目、津々山台1 - 5丁目
※人口は2018年12月末現在の富田林市の統計資料を元に概算。

## 主な施設

### 教育機関

#### 高等学校
- 大阪府立金剛高等学校

#### 中学校
- 富田林市立金剛中学校
- 富田林市立葛城中学校
- 富田林市立明治池中学校
- 富田林市立藤陽中学校

#### 小学校
- 富田林市立久野喜台小学校
- 富田林市立向陽台小学校
- 富田林市立高辺台小学校
- 富田林市立寺池台小学校
- 富田林市立小金台小学校
- 富田林市立藤沢台小学校
- 富田林市立伏山台小学校

### 商業施設

#### 金剛ショッピングモール
寺池台1丁目に存在する複合商業施設。主要テナントは以下の通り。 
- 関西スーパー金剛店

### 医療機関
- 大阪府済生会富田林病院（向陽台1丁目）

### 公園
- 金剛中央公園（久野喜台2丁目）
- 寺池公園（寺池台4丁目）
- 明治池公園（小金台4丁目）

## 交通機関

### 鉄道路線
- 南海高野線　金剛駅
- 近鉄長野線　富田林駅

### 路線バス
- 南海バス - 金剛駅からの路線
- 近鉄バス - 富田林駅からの路線

### 深夜急行バス
- 南海バス（南海深夜急行バス）